# 1988年夏季残疾人奥林匹克运动会牙买加代表团
1988年夏季残疾人奥林匹克运动会牙买加代表团是牙买加派出的1988年夏季残疾人奥林匹克运动会代表团。获得1枚金牌、4枚银牌和3枚铜牌。